# Kẻ thù ngọt ngào
Kẻ thù ngọt ngào  (tiếng tiếng Hàn: 달콤한 원수; Romaja: Dalkomhan Wonsu) là một bộ phim truyền hình Hàn Quốc năm 2017 với sự tham gia của Park Eun-hye, Yoo Gun, Lee Jae-woo và Park Tae-in. Bộ phim được phát sóng hàng ngày trên SBS từ 08:30 đến 09:10 (UTC+09:00 - Giờ tiêu chuẩn Hàn Quốc).
Phim được ra mắt khán giả Việt Nam từ ngày 4 tháng 10 năm 2018 trên sóng VTV1 - Đài Truyền hình Việt Nam với thời lượng 45 phút/tập, chính vì thế, số tập là 100 (tại Hàn Quốc là 124 do thời lượng 40 phút/tập).

## Nội dung chính
Phim xoay quanh Oh Dal-nim (Park Eun-hye), một chuyên gia thực phẩm bị xử oan tội giết người. Vốn là một cô gái vô tư, cuộc đời Oh Dal-nim từ đó thay đổi. Cô ôm hận trả thù những người đã rắp tâm đẩy cô vào tù đầy oan ức. Sau khi ra tù, Dal-nim ôm hận trả thù. Tuy nhiên, cuộc đời cô một lần nữa thay đổi khi vướng vào lưới tình với Choi Sun-ho.

## Diễn viên

### Diễn viên chính
- Park Eun-hye trong vai Oh Dal-nim

Nhân viên phòng phát triển sản phẩm của công ty thực phẩm Hàng Đầu. Cô ấy là một chuyên gia về thực phẩm. Cuộc sống của cô đã hoàn toàn thay đổi sau khi cô bị buộc tội sai khi giết Jae-hee.
- Yoo Gun trong vai Choi Sun-ho

Tổng giám đốc công ty Thực phẩm hàng đầu, cháu trai của bà chủ tịch Cha Bok-nam. Mặc dù anh là người thừa kế của công ty, anh vẫn say mê truyện tranh. Sau cái chết của người yêu Jae-hee, anh trở nên vô cùng chán nản và mất đi động lực trong cuộc sống.
- Lee Jae-woo trong vai Chung Jae-wook

Đầu bếp nổi tiếng ở Hàn Quốc, con trai riêng của Yoon Yi-ran. Anh ấy luôn có rất nhiều cô gái vây quanh anh ấy vì họ rất ngưỡng mộ anh ấy.
- Park Tae-in trong vai Hong Se-na

Người bạn thân nhất của Jae-hee từ khi còn nhỏ, trưởng phòng phòng phát triển sản phẩm của công ty thực phẩm Hàng Đầu. Cô ấy cư xử như một người tốt bụng trước mặt mọi người, nhưng sau lưng lại ghét Jae-hee. Trong ngày sinh nhật của Jae-hee, Se-na đã đẩy ngã Jae-hee khiến cô tử vong và đổ tội cho Dal-nim.

### Diễn viên phụ

#### Các nhân vật xung quanh Chung Jae-wook
- Lee Bo-hee trong vai Yoon Yi-ran
- Choi Ja-hye trong vai Chung Jae-hee

#### Các nhân vật xung quanh Hong Se-na
- Kim Hee-jung trong vai Ma Yoo-Kyung
- Kim Ho-chang vai Hong Se-kang

#### Các nhân vật quanh Choi Sun-ho / công ty Thực phẩm hàng đầu
- Jang Jung-hee trong vai Cha Bok-nam
- Lee Jin-ah trong vai Ko Eun-jung
- Choi Ryung trong vai Choi Go-bong
- Ok Go-woon trong vai Choi Roo-bi

#### Các nhân vật xung quanh Oh Dal-nim
- Kwon Jae-hee trong vai Kang Soon-hee
- Lee Chung-mi vai Hwang Geum-sook

## Xếp hạng
- Trong bảng này, màu xanh da trời biểu thị xếp hạng thấp nhất và màu đỏ đại diện cho xếp hạng cao nhất.

| Tập     | Ngày chiếu         | Tỉ lệ khán giả theo dõi | Tỉ lệ khán giả theo dõi | Tỉ lệ khán giả theo dõi | Tỉ lệ khán giả theo dõi |
| Tập     | Ngày chiếu         | TNmS                    | TNmS                    | AGB Nielsen             | AGB Nielsen             |
| Tập     | Ngày chiếu         | Toàn quốc               | Seoul                   | Toàn quốc               | Seoul                   |
| ------- | ------------------ | ----------------------- | ----------------------- | ----------------------- | ----------------------- |
| 1       | June 12, 2017      | 9.6% (9th)              | 7.3% (18th)             | 8.3% (10th)             | 8.2% (9th)              |
| 2       | June 13, 2017      | 10.4% (7th)             | 8.8% (7th)              | 8.4% (9th)              | 7.4% (10th)             |
| 3       | June 14, 2017      | 9.4% (10th)             | 8.6% (10th)             | 7.7% (14th)             | 7.0% (17th)             |
| 4       | June 15, 2017      | 9.1% (11th)             | 7.3% (17th)             | 8.8% (9th)              | 8.3% (9th)              |
| 5       | June 16, 2017      | 10.5% (6th)             | 8.8% (7th)              | 8.7% (10th)             | 8.2% (11th)             |
| 6       | June 19, 2017      | 8.7% (12th)             | 7.2% (15th)             | 7.9% (11th)             | 7.1% (17th)             |
| 7       | June 20, 2017      | 10.0% (8th)             | 8.3% (8th)              | 8.3% (12th)             | 7.7% (11th)             |
| 8       | June 21, 2017      | 9.7% (9th)              | 8.3% (10th)             | 9.0% (9th)              | 8.8% (9th)              |
| 9       | June 22, 2017      | 10.0% (8th)             | 8.8% (10th)             | 9.2% (9th)              | 9.2% (9th)              |
| 10      | June 23, 2017      | 9.6% (10th)             | 7.7% (14th)             | 8.1% (10th)             | 7.5% (11th)             |
| 11      | June 26, 2017      | 8.5% (10th)             | 7.2% (14th)             | 8.2% (11th)             | 7.7% (12th)             |
| 12      | June 27, 2017      | 9.3% (9th)              | 7.6% (13th)             | 7.7% (14th)             | 7.0% (17th)             |
| 13      | June 28, 2017      | 7.7% (12th)             | 6.7% (18th)             | 7.9% (12th)             | 6.8% (15th)             |
| 14      | June 29, 2017      | 9.2% (10th)             | 7.9% (10th)             | 8.3% (12th)             | 7.5% (14th)             |
| 15      | June 30, 2017      | 7.7% (14th)             | 6.2% (18th)             | 8.0% (11th)             | 7.4% (11th)             |
| 16      | July 3, 2017       | 10.0% (13th)            | 8.2% (15th)             | 8.7% (10th)             | 8.1% (12th)             |
| 17      | July 4, 2017       | 10.0% (10th)            | 8.1% (13th)             | 9.0% (11th)             | 8.2% (13th)             |
| 18      | July 5, 2017       | 9.8% (10th)             | 7.2% (18th)             | 8.6% (14th)             | 8.1% (10th)             |
| 19      | July 6, 2017       | 10.5% (12th)            | 9.1% (11th)             | 8.6% (13th)             | 7.8% (14th)             |
| 20      | July 7, 2017       | 11.7% (6th)             | 9.9% (8th)              | 9.4% (10th)             | 8.7% (13th)             |
| 21      | July 10, 2017      | 10.8% (12th)            | 8.6% (18th)             | 9.1% (12th)             | 8.4% (13th)             |
| 22      | July 11, 2017      | 11.9% (8th)             | 9.3% (12th)             | 8.9% (11th)             | 8.0% (11th)             |
| 23      | July 12, 2017      | 9.8% (10th)             | 8.3% (16th)             | 9.4% (7th)              | 8.6% (8th)              |
| 24      | July 13, 2017      | 11.3% (7th)             | 9.3% (11th)             | 9.1% (10th)             | 8.3% (10th)             |
| 25      | July 14, 2017      | 10.8% (9th)             | 9.2% (11th)             | 9.6% (7th)              | 8.4% (9th)              |
| 26      | July 17, 2017      | 11.2% (8th)             | 9.6% (8th)              | 9.1% (10th)             | 8.8% (12th)             |
| 27      | July 18, 2017      | 11.5% (6th)             | 9.9% (8th)              | 9.4% (7th)              | 8.6% (9th)              |
| 28      | July 19, 2017      | 11.7% (6th)             | 10.0% (8th)             | 8.9% (11th)             | 7.9% (15th)             |
| 29      | July 20, 2017      | 11.4% (5th)             | 9.8% (8th)              | 9.1% (8th)              | 7.6% (13th)             |
| 30      | July 21, 2017      | 11.8% (5th)             | 10.0% (7th)             | 9.4% (9th)              | 8.3% (10th)             |
| 31      | July 24, 2017      | 10.8% (11th)            | 8.7% (15th)             | 9.3% (9th)              | 8.8% (10th)             |
| 32      | July 25, 2017      | 10.4% (8th)             | 9.2% (7th)              | 9.7% (8th)              | 9.4% (7th)              |
| 33      | July 26, 2017      | 11.1% (6th)             | 8.6% (10th)             | 9.6% (7th)              | 9.1% (8th)              |
| 34      | July 27, 2017      | 10.5% (7th)             | 8.8% (12th)             | 8.7% (11th)             | 7.2% (16th)             |
| 35      | July 28, 2017      | 11.1% (9th)             | 9.5% (8th)              | 9.9% (8th)              | 9.5% (10th)             |
| 36      | July 31, 2017      | 11.0% (9th)             | 8.3% (13th)             | 9.3% (10th)             | 8.2% (13th)             |
| 37      | August 01, 2017    | 10.3% (9th)             | 7.9% (14th)             | 9.0% (8th)              | 7.8% (12th)             |
| 38      | August 02, 2017    | 11.1% (6th)             | 9.0% (8th)              | 9.6% (6th)              | 8.8% (7th)              |
| 39      | August 03, 2017    | 10.5% (7th)             | 9.2% (9th)              | 9.5% (7th)              | 8.5% (13th)             |
| 40      | August 04, 2017    | 10.7% (6th)             | 8.8% (9th)              | 9.6% (10th)             | 9.4% (8th)              |
| 41      | August 07, 2017    | 10.9% (8th)             | 8.5% (10th)             | 9.2% (10th)             | 8.0% (13th)             |
| 42      | August 08, 2017    | 11.8% (6th)             | 10.0% (8th)             | 9.8% (9th)              | 8.7% (8th)              |
| 43      | August 09, 2017    | 11.9% (5th)             | 9.5% (8th)              | 9.6% (9th)              | 8.4% (9th)              |
| 44      | August 10, 2017    | 11.8% (8th)             | 9.9% (10th)             | 10.1% (8th)             | 9.3% (10th)             |
| 45      | August 11, 2017    | 12.1% (5th)             | 9.4% (11th)             | 10.2% (7th)             | 8.9% (11th)             |
| 46      | August 14, 2017    | 11.5% (6th)             | 9.1% (13th)             | 10.3% (7th)             | 9.8% (17th)             |
| 47      | August 15, 2017    | 9.8% (5th)              | 8.0% (10th)             | 11.0% (5th)             | 10.4% (6th)             |
| 48      | August 16, 2017    | 11.3% (6th)             | 8.4% (9th)              | 10.9% (5th)             | 9.4% (6th)              |
| 49      | August 17, 2017    | 12.7% (4th)             | 9.6% (8th)              | 10.9% (5th)             | 10.1% (7th)             |
| 50      | August 18, 2017    | 11.0% (5th)             | 9.3% (8th)              | 11.4% (5th)             | 10.2% (7th)             |
| 51      | August 21, 2017    | 11.9% (5th)             | 9.2% (9th)              | 10.6% (7th)             | 9.1% (12th)             |
| 52      | August 22, 2017    | 12.2% (4th)             | 9.6% (6th)              | 10.3% (6th)             | 8.9% (8th)              |
| 53      | August 23, 2017    | 12.0% (6th)             | 9.7% (9th)              | 11.2% (5th)             | 10.0% (8th)             |
| 54      | August 24, 2017    | 12.7% (5th)             | 10.8% (6th)             | 11.5% (6th)             | 10.4% (8th)             |
| 55      | August 25, 2017    | 13.5% (4th)             | 10.7% (8th)             | 11.3% (6th)             | 9.8% (9th)              |
| 56      | August 28, 2017    | 12.6% (5th)             | 9.7% (8th)              | 11.0% (5th)             | 9.5% (12th)             |
| 57      | August 29, 2017    | 13.0% (4th)             | 9.8% (7th)              | 11.6% (4th)             | 10.3% (7th)             |
| 58      | August 30, 2017    | 12.7% (5th)             | 9.7% (8th)              | 11.3% (5th)             | 10.0% (7th)             |
| 59      | August 31, 2017    | 12.6% (4th)             | 10.6% (5th)             | 11.2% (NR)              | 10.1% (NR)              |
| 60      | September 1, 2017  | 12.2% (4th)             | 9.1% (10th)             | 11.5% (5th)             | 10.5% (8th)             |
| 61      | September 4, 2017  | 11.4% (6th)             | 9.2% (7th)              | 11.6% (4th)             | 10.8% (5th)             |
| 62      | September 5, 2017  | 10.6% (4th)             | 9.3% (5th)              | 10.2% (6th)             | 8.6% (7th)              |
| 63      | September 6, 2017  | 12.5% (4th)             | 9.8% (7th)              | 11.0% (5th)             | 9.7% (8th)              |
| 64      | September 7, 2017  | 12.7% (4th)             | 10.4% (7th)             | 11.4% (5th)             | 9.9% (8th)              |
| 65      | September 8, 2017  | 12.3% (5th)             | 8.9% (9th)              | 11.3% (5th)             | 10.0% (7th)             |
| 66      | September 11, 2017 | 14.1% (4th)             | 10.8% (6th)             | 12.1% (6th)             | 10.9% (7th)             |
| 67      | September 12, 2017 | 12.4% (5th)             | 10.0% (9th)             | 11.6% (5th)             | 10.5% (6th)             |
| 68      | September 13, 2017 | 12.1% (6th)             | 9.0% (8th)              | 11.4% (6th)             | 10.5% (7th)             |
| 69      | September 14, 2017 | 13.0% (6th)             | 10.4% (8th)             | 10.6% (7th)             | 9.5% (8th)              |
| 70      | September 15, 2017 | 12.1% (6th)             | 9.6% (9th)              | 11.5% (5th)             | 10.9% (6th)             |
| 71      | September 18, 2017 | 11.9% (7th)             | 10.4% (7th)             | 11.3% (6th)             | 10.2% (6th)             |
| 72      | September 19, 2017 | 12.3% (6th)             | 10.2% (6th)             | 11.5% (5th)             | 10.1% (6th)             |
| 73      | September 20, 2017 | 13.0% (5th)             | 10.2% (8th)             | 11.7% (5th)             | 10.4% (6th)             |
| 74      | September 21, 2017 | 13.4% (4th)             | 10.6% (7th)             | 12.3% (5th)             | 10.5% (8th)             |
| 75      | September 22, 2017 | 14.0% (5th)             | 12.0% (5th)             | 12.9% (4th)             | 12.0% (5th)             |
| 76      | September 25, 2017 | 13.0% (5th)             | 10.9% (5th)             | 13.0% (5th)             | 11.5% (6th)             |
| 77      | September 26, 2017 | 13.4% (5th)             | 11.5% (5th)             | 12.0% (4th)             | 10.9% (6th)             |
| 78      | September 27, 2017 | 15.4% (4th)             | 11.9% (5th)             | 13.0% (4th)             | 11.4% (4th)             |
| 79      | September 28, 2017 | 13.6% (4th)             | 11.7% (5th)             | 13.3% (4th)             | 11.0% (7th)             |
| 80      | September 29, 2017 | 13.2% (5th)             | 10.2% (5th)             | 13.6% (4th)             | 12.6% (4th)             |
| 81      | October 02, 2017   | 10.6% (6th)             | 8.0% (10th)             | 10.8% (5th)             | 9.7% (8th)              |
| 82      | October 03, 2017   | 11.7% (5th)             | 9.0% (6th)              | 10.1% (4th)             | 9.8% (4th)              |
| 83      | October 04, 2017   | 8.9% (5th)              | 6.3% (11th)             | 6.7% (8th)              | 6.3% (10th)             |
| 84      | October 05, 2017   | 10.9% (4th)             | 8.7% (8th)              | 9.9% (6th)              | 8.9% (9th)              |
| 85      | October 06, 2017   | 12.0% (5th)             | 8.9% (6th)              | 12.3% (4th)             | 11.4% (3rd)             |
| 86      | October 09, 2017   | 13.4% (4th)             | 10.4% (7th)             | 12.2% (4th)             | 10.4% (10th)            |
| 87      | October 10, 2017   | 13.6% (5th)             | 11.4% (6th)             | 12.8% (5th)             | 12.0% (5th)             |
| 88      | October 11, 2017   | 13.4% (5th)             | 10.9% (6th)             | 13.3% (4th)             | 12.1% (3rd)             |
| 89      | October 12, 2017   | 14.2% (5th)             | 11.3% (6th)             | 12.3% (5th)             | 10.8% (7th)             |
| 90      | October 13, 2017   | 14.4% (3rd)             | 11.9% (3rd)             | 12.8% (4th)             | 11.5% (4th)             |
| 91      | October 16, 2017   | 13.7% (5th)             | 11.1% (5th)             | 11.8% (6th)             | 10.5% (6th)             |
| 92      | October 17, 2017   | 13.8% (4th)             | 11.0% (5th)             | 11.4% (6th)             | 9.7% (6th)              |
| 93      | October 18, 2017   | 13.9% (4th)             | 11.6% (5th)             | 11.7% (4th)             | 11.0% (5th)             |
| 94      | October 19, 2017   | 13.2% (6th)             | 11.3% (7th)             | 11.8% (6th)             | 10.8% (6th)             |
| 95      | October 20, 2017   | 13.7% (3rd)             | 11.3% (5th)             | 12.2% (3rd)             | 11.4% (4th)             |
| 96      | October 23, 2017   | 13.3% (6th)             | 11.5% (5th)             | 11.6% (6th)             | 9.9% (8th)              |
| 97      | October 24, 2017   | 13.1% (5th)             | 10.3% (6th)             | 11.3% (5th)             | 10.3% (6th)             |
| 98      | October 25, 2017   | 13.6% (4th)             | 11.0% (4th)             | 11.1% (4th)             | 9.5% (5th)              |
| 99      | October 26, 2017   | 13.7% (2nd)             | 10.3% (4th)             | 12.4% (2nd)             | 11.0% (5th)             |
| 100     | October 27, 2017   | 12.8% (4th)             | 9.9% (7th)              | 11.9% (5th)             | 10.1% (5th)             |
| 101     | October 30, 2017   | 14.3% (2nd)             | 11.9% (4th)             | 12.6% (3rd)             | 11.6% (3rd)             |
| 102     | October 31, 2017   | 14.4% (3rd)             | 11.8% (4th)             | 12.4% (4th)             | 11.2% (4th)             |
| 103     | November 02, 2017  | 13.7% (5th)             | 11.4% (6th)             | 11.8% (4th)             | 10.7% (5th)             |
| 104     | November 03, 2017  | 12.9% (5th)             | 10.4% (7th)             | 11.9% (6th)             | 10.5% (6th)             |
| 105     | November 06, 2017  | 13.5% (5th)             | 11.2% (5th)             | 12.0% (5th)             | 10.7% (5th)             |
| 106     | November 07, 2017  | 13.7% (5th)             | 11.9% (6th)             | 12.2% (5th)             | 10.7% (6th)             |
| 107     | November 08, 2017  | 13.3% (5th)             | 10.8% (5th)             | 12.2% (5th)             | 10.5% (5th)             |
| 108     | November 09, 2017  | 13.6% (5th)             | 10.9% (6th)             | 12.3% (5th)             | 10.6% (6th)             |
| 109     | November 10, 2017  | 12.8% (5th)             | 10.4% (8th)             | 12.3% (5th)             | 10.8% (8th)             |
| 110     | November 13, 2017  | 12.9% (5th)             | 10.4% (8th)             | 12.3% (6th)             | 11.0% (8th)             |
| 111     | November 14, 2017  | 13.6% (4th)             | 10.7% (6th)             | 12.0% (6th)             | 10.7% (7th)             |
| 112     | November 15, 2017  | 14.2% (4th)             | 11.6% (4th)             | 12.6% (4th)             | 11.3% (4th)             |
| 113     | November 16, 2017  | 13.4% (4th)             | 10.9% (4th)             | 12.3% (4th)             | 11.4% (4th)             |
| 114     | November 17, 2017  | 13.6% (5th)             | 11.1% (6th)             | 12.8% (6th)             | 11.1% (6th)             |
| 115     | November 20, 2017  | 12.9% (5th)             | 9.7% (7th)              | 12.8% (5th)             | 11.4% (5th)             |
| 116     | November 21, 2017  | 14.6% (5th)             | 12.2% (5th)             | 12.9% (5th)             | 11.3% (6th)             |
| 117     | November 22, 2017  | 13.7% (5th)             | 11.8% (5th)             | 12.3% (5th)             | 11.2% (5th)             |
| 118     | November 23, 2017  | 13.6% (5th)             | 10.9% (6th)             | 11.9% (5th)             | 10.9% (6th)             |
| 119     | November 24, 2017  | 13.9% (3rd)             | 11.4% (4th)             | 12.8% (5th)             | 11.7% (6th)             |
| 120     | November 27, 2017  | 14.0% (3rd)             | 11.7% (4th)             | 12.5% (4th)             | 11.9% (4th)             |
| 121     | November 28, 2017  | 13.5% (4th)             | 11.3% (5th)             | 12.9% (5th)             | 12.0% (5th)             |
| 122     | November 29, 2017  | 13.5% (4th)             | 10.8% (4th)             | 12.3% (4th)             | 11.5% (4th)             |
| 123     | November 30, 2017  | 14.3% (3rd)             | 11.6% (4th)             | 12.8% (4th)             | 11.6% (4th)             |
| 124     | December 01, 2017  | 13.8% (3rd)             | 12.1% (4th)             | 12.0% (5th)             | 11.1% (7th)             |
| Average | Average            | 12.04%                  | 9.79%                   | 10.77%                  | 9.71%                   |